# Calne
Calne este un oraș în comitatul Wiltshire, regiunea South West, Anglia. Orașul se află în districtul North Wiltshire.